# Rafael Rato
Rafael França Bezerra de Lira, meglio noto come Rafael Rato (Recife, 16 marzo 1983), è un giocatore di calcio a 5 brasiliano, campione del mondo con il Brasile nel 2012.

## Carriera
Dopo gli esordi in patria, dove ha vinto un campionato nazionale con la maglia dell'Ulbra, ha giocato prevalentemente nel campionato spagnolo, legandosi in modo particolare all'Inter. Negli otto anni di militanza nella società madrilena Rafael Rato ha vinto 15 trofei, tra i quali 5 campionati spagnoli e due Coppe UEFA. Con la nazionale maschile di calcio a 5 del Brasile ha partecipato a due edizioni della Coppa del Mondo, contribuendo a vincere quella del 2012.

## Palmarès

### Club

#### Competizioni nazionali
- Campionato brasiliano: 1
Ulbra: 2003
- Campionato spagnolo: 5
Inter: 2013-14, 2014-15, 2015-16, 2016-17, 2017-18
- Coppa di Spagna: 3
Inter: 2013-14, 2015-16, 2016-17
- Supercoppa di Spagna: 5
Santiago: 2010
Inter: 2011, 2015, 2017, 2018
- Coppa del Re: 1
Inter: 2014-15

#### Competizioni internazionali
- Coppa UEFA: 2
Inter: 2016-17, 2017-18

### Nazionale
- Campionato mondiale: 1

Thailandia 2012